# Joe Tilson
 Joseph „Joe“ Charles Tilson RA (* 24. August 1928 in London, Großbritannien; † 9. November 2023) war ein britischer Maler und Grafiker. Er gilt als ein wichtiger Vertreter der britischen Pop-Art.

## Leben und Werk
Joe Tilson arbeitete von 1944 bis 1946 als Zimmermann und Möbelmacher. Er studierte von 1949 bis an der St Martin’s School of Art und von 1952 bis 1955 am Royal College of Art in London. Er gewann ein Stipendium für Rom und verbrachte dort seine Zeit von 1955 bis 1957.
Von 1958 bis 1963 war er Lehrer an der St Martin’s School of Art und an der Slade School of Fine Art, am University College London. 1966 hielt er Vorlesungen an der School of Visual Arts in New York City. Von 1971 bis 1972 war er Gastdozent an der Hochschule für Bildende Künste in Hamburg.
Joe Tilson schuf typografisch komponierte Bilder und kombinierte dabei visuelles Zeichen und Begriffe: „Combination Pictures“. Im Jahr 1961 war er Teilnehmer der Biennale de Paris. 1962 hatte er seine erste Einzelausstellung in der Marlborough Gallery in London. Im Jahr 1968 war er mit 12 grafischen Arbeiten und Reliefen Teilnehmer der 4. documenta in Kassel. In den Jahren 1973 bis 1975 wurden wichtige Retrospektiven seiner Kunst in Rotterdam und Parma veranstaltet. 1991 wurde er zum Mitglied der Royal Academy of Arts berufen.
Tilson lebte in Cortona, Italien.
Er starb am 9. November 2023 im Alter von 95 Jahren.

## Wichtige Preise und Auszeichnungen
- 1955: Rome Prize[1]
- 1960: Gulbenkian Foundation Prize
- 1965: Preis der Internationalen Ausstellung für Grafik, Ljubljana
- 1991: Berufung zum Royal Academician